# Fideism
Fideismul (din latină fides = credință) este concepția care acordă prioritate absolută credinței în fața rațiunii. A apărut în secolul al XVIII-lea în Franța, în interiorul Bisericii Catolice, ca o reacție la raționalismul iluminist. Fideismul și raționalismul au fost condamnate la Conciliul Vatican I prin constituția Dei Filius, care a arătat că omul are nevoie deopotrivă de rațiune și de credință, una neputând exista fără cealaltă.

## Origini
Această doctrină religioasă își are începuturile în secolul al XVI-lea, datorită în special lui Pierre Daniel Huet, dar și teologului Louis Bautain. În secolul al XIX-lea Felicité Lamennais a avut contribuție însemnată la formularea concepției fideiste, până la condamnarea tezelor sale de papa Grigore al XVI-lea în anul 1834.
În cadrul teologiei creștine există mai multe crezuri, care susțin, având argumente diferite, că rațiunea nu este importantă pentru credința religioasă, crezuri care au fost etichetate cu termenul de fideism. Uneori, acesta este folosit și atunci când este vorba despre unele doctrine protestante, și anume, acelea care susțin că orice creștin se poate mântui doar prin credință, credință care își are izvorul doar în Biblie.

## Conținut
Fideiștii susțin că religia, care se bazează pe revelații, îi cheamă pe cei fideli ei să creadă într-o divinitate transcendentă, chiar dacă ei nu o pot înțelege în întregime. Unii fideiști susțin că în facultățile raționale ale omului nu putem avea încredere, din moment ce întraga ființă umană a fost coruptă de păcat. Adevărurile venite prin revelații divine trebuiesc crezute, chiar dacă nu au nici un suport în rațiunea umană. În esență, fideismul susține că argumentațiile raționale sau cele științifice în favoarea existenței lui Dumnezeu sunt nerelevante, neavând nicio legătură cu adevărul teologiei creștine. Acest tip de fideism are o istorie îndelungată în creștinism. Fraza „cred, pentru că este absurd”, atribuită lui Tertulian este adesea citată ca un exemplu de credință, deși este o referire greșită la un fragment din De carne Cristi (Despre trupul lui Cristos), Tertulian scriind în realitate: „...Fiul lui Dumnezeu a murit; trebuie să credem cu toată tăria în acest lucru, pentru că este absurd.”
„Rațiunea este cel mai mare dușman pe care-l are credința: ea nu vine niciodată în ajutorul lucrurilor spirituale, ci—cel mai adesea— luptă împotriva Cuvântului divin, tratând cu dispreț tot ce provine de la Dumnezeu.”—Martin Luther, Tischreden (1569: 353)
Blaise Pascal susținea că argumentele în favoarea existenței lui Dumnezeu sunt, prin ele însele, ușuratice, și că practicarea religiei este o idee minunată. O poziție fideistă de acest tip putem întâlni și în scierile lui Søren Kierkegaard.
Papa Ioan Paul al II-lea a arătat în enciclica Fides et Ratio (Credință și rațiune) din anul 1998 că rațiunea și credința nu numai că sunt compatibile, dar chiar au nevoie una de cealaltă. În această ordine de idei enciclica Fides et Ratio a criticat sub nr. 52 fideismul alături de tradiționalism drept abordări unilaterale ale cunoașterii, pentru neîncrederea lor față de însușirile naturale ale rațiunii umane.